# Enseignement programmé
Généralisant à l'apprentissage humain les résultats de ses recherches sur la psychologie animale, B. F. Skinner (1904-1990) et le néo-behaviorisme ont été amenés à édifier toute une théorie de l'apprentissage qu'ils appliquent directement à la thérapie behaviorale et à l'enseignement programmé où le terme programme désigne une séquence d'activités ordonnancées de façon systématique selon les principes suivants :
1. Un individu apprend, c'est-à-dire modifie son comportement, en observant les conséquences de ses actes. C'est la rétroaction cybernétique.
2. Les conséquences qui renforcent la probabilité de la répétition ou de la suppression d'un acte sont appelées des renforcements.
3. Plus rapidement un renforcement fait suite au comportement recherché, plus il est probable que ce comportement se répétera.
4. Plus un renforcement est fréquent, plus il est probable que l'élève ou le patient répétera l'acte qui en est la cause.
5. L'absence de renforcement, ou même son éloignement dans le temps, diminue la probabilité qu'un acte se reproduise.
6. Le renforcement intermittent d'un acte allonge la période pendant laquelle l'élève ou le patient poursuivra une tâche sans autre renforcement.
7. Le comportement d'apprentissage d'un élève ou d'un patient peut être développé ou structuré graduellement par un renforcement différentiel , c'est-à-dire en renforçant les comportements que l'on désire voir se répéter, et ne renforçant pas les actions que l'on veut éviter ou encore en les renforçant de façon négative par des réprimandes ou d'autres punitions.
8. En plus du fait qu'il rend plus probable la répétition d'un acte, le renforcement produit des effets motivants.
9. Le comportement d'un élève ou d'un patient peut être amené jusqu'à un grand degré de complexité, en structurant son comportement en actes simples, puis en groupant ces derniers en une longue chaîne.

Ce dernier conduit à identifier et à définir le comportement recherché à installer chez l'élève ou le patient et à le lui rendre désirable. C'est la "motivation" dans son expression la plus simple. Ce comportement recherché est fractionné ou analysé en fragments de plus en plus menus et de plus en plus simples avec leurs relations qui ne sont pas toujours évidentes pour l'élève ou le patient, car la progression dans les acquisitions va du plus simple au plus complexe. Un enseignement programmé ou une thérapie behaviorale présente la matière à apprendre ou le comportement recherché en fragments menus de difficulté progressivement échelonnée de telle sorte que le comportement que l'on veut installer soit acquis avec la même sûreté qu'une réponse obtenue par le dressage (shaping) chez l'animal. L'écart entre les fragments successifs ne doit pas être laissé au hasard, quant à la difficulté, car, trop grand ou trop court, il compromettra l'apprentissage.
À travers, donc, la notion d'apprentissage, en tant que processus de changement de comportement, on passe aux applications pédagogiques et thérapeutiques. Les premières sont formatrices et les secondes sont correctrices pour des prétendus troubles de comportement et autres retards scolaires sans autre souci pour le rapport avec la normalité, le contexte social et culturel qui donne sens en tant qu'orientation, pertinence et signification.
Au niveau de la technicité, les procédures de l'enseignement programmé et de la thérapie behaviorale ne sont pas sans intérêt. Elles ont donné des résultats probants et d'une efficacité indiscutable, mais les théories qui les fondent souffrent de limitations graves dans l'élémentarisme du court terme et de l'individu en contraste au globalisme de la longue échéance et du milieu de vie. Que l'on songe aux horribles méfaits de la suppression behaviorale de l'énurésie nocturne où la solution est source de problèmes beaucoup plus graves de sentiment d'insécurité, d'anxiété et d'angoisse et de la solution behaviorale à l'anorexie qui ne fait que déplacer le moyen d'action sur l'entourage et le moyen d'autodestruction sans s'attaquer aux problèmes de la relation de soi à soi et de celle avec l'entourage qui sont à la source. Il est de même des succès de l'enseignement programmé qui a fait le choix de remplir des cruches vides plutôt que d'allumer des lanternes en transformant des illettrés en analphabètes! L’approche écosystémique est l’antidote de cet élémentarisme.